# Фреуденталь, Аксель Олаф
Аксель Олаф Фреуденталь (швед. Axel Olof Freudenthal, 12 декабря 1836, Сюндео, Нюландская губерния — 2 июня 1911, Гельсингфорс) — финский и шведский учёный-лингвист и общественный деятель, один из ведущих шведоманов (свекоманов) XIX века и, таким образом, наиболее значительный активист финско-шведского национализма. Преподавал в высшей школе, доцент древнескандинавского языка и древностей в Гельсингфорсском университете с 1866 года и экстраординарный профессор шведского языка и литературы в 1878—1904 годах. Значительно способствовал изучению шведских диалектов в Финляндии и Эстонии. Практиковал расовые теории и верил в неполноценность финнов.

## Биография
Родителями Фройденталя были фармацевт, позднее землевладелец Габриэль Фройденталь и Бригитта Катарина Бьёрклинг, имевшие шведское происхождение. Отец прежде работал фармацевтом в Турку, а затем приобрёл поместье Пиккала в Сюндео, где вырос Аксель. Отец умер в 1845 году, и семья переехала в Гельсингфорс. Фройденталь поступил в частный лицей Гельсингфорса в 1854 году и сразу же начал изучать филологию и археологию в Александровском университете. Он получил степень бакалавра философии в 1859 году и степень магистра в следующем году. Он поддался своим желаниям и вместо изучения греческого языка посвятил себя изучению скандинавских языков.
В 1857 году Фройденталь присоединился к подпольной секции Uusmaalaisen, или нации Nylands, начав свою долгую борьбу за финское шведство с весеннего семестра 1858 года. Он распространял свои идеи, особенно на собраниях новозеландского отделения и в журнале Nylands Dragon, издаваемом отделением, создав группу свекоманов внутри организации. На Фройденталя оказали влияние шведские скандинависты, такие как Август Зольман, опубликовавший в 1855 году «Det unga Finland». Кроме того, его, вероятно, спровоцировали профинские статьи, опубликованные Ю. В. Снельманом в его журнале «Litteraturbladet» в конце 1850-х гг. Летом 1860 года Фрейденталь и двое его друзей совершили трёхмесячный поход к шведоязычным хранителям Уусимаа, где они собирали редкие растения и надписи из фольклора и изучали древние артефакты. В 1861 году Фройденталь совершил ещё одну поездку в одиночку, а затем и третью поездку в шведскоязычную Остроботнию. Именно тогда он, наконец, заинтересовался шведскоязычным сельским населением Финляндии и начал помогать журналу Folkvännen, который был основан в 1860 году и предназначался для сельских жителей. Он также участвовал в создании местных газет под названием Nyland и Nyländsk Album, издаваемых отделом.
Осенью 1861 года Фрейденталь поехал на год в Уппсальский университет для изучения скандинавской филологии под руководством профессора Карла Сэвена, а на следующий год в Копенгаген для изучения археологического музейного дела. Однако его учёба была прервана зимой 1863 года, когда он заболел туберкулёзом. Чтобы вылечиться он отправился в Алжир с тремя другими заболевшими, все они вскоре умерли от болезни. Фройденталь вернулся в Финляндию в мае 1863 г., но смог продолжить учёбу только осенью следующего года. Из-за болезни он остался в Гербердорфе в Германии. Оправившись Фрейденталь хотел получить докторскую степень в университете, для чего в 1865 году он написал докторскую диссертацию по произведению «Веллекла» древнего исландца Эйнара Скалаглама. Проверка диссертации вызвала затруднения, поэтому пришлось обратиться за помощью в Упсальский университет. Диссертация была принята, и в 1866 году Фройденталь был назначен доцентом древнескандинавского языка и древностей. В следующем году он также стал помощником в библиотеке.
Когда в 1868 году отдел Уусимаан был легализован, Фройденталь был назначен его первым куратором. Он занимал эту должность до 1880 года, когда стал почётным членом кафедры. В 1868–1878 годах он также работал учителем шведского языка в Гельсингфорском шведском лицее. С 1884 по 1886 год он был инспектором своего отдела. Фройденталь был одним из тех, кто стоял за журналом Vikingen, который издавался между 1870 и 1874 годами, и был первым настоящим представителем свекоманов. Долгое время после прекращения издания журнала стойких сторонников шведскоязычного национализма называли «варягами».

## Взгляды
Был решительным сторонником использования шведского языка в Финляндии и впоследствии создал теорию о том, что шведоязычное население составляет отдельную национальность. Решительно выступал против любой формы финнизации, которую рассматривал как отход от западной цивилизации и даже как форму русификации. В своих более экстремальных аспектах его теория связала язык, национальность и расу таким образом, что провозглашала превосходство шведов над финнами, что аналогично другим современным теориям арийского превосходства.

## Память
Шведская народная партия Финляндии считает Фройденталя своим духовным отцом. Ей учреждена медаль имени Акселя Улофа Фройденталя трёх степеней, с 1937 года она многократно вручалась (16 серебряных, среди награждённых — Арвид Мёрнэ, и 27 бронзовых медалей, среди кавалеров — Эрик Форделль, Йоханнес Виролайнен, Пааво Липпонен, Хокан Андерссон, Кристер Хуммельштедт, Микаэль Рейтер, Бенедикт Циллиакус, Мерете Мацарелла), но только единожды была вручена её высшая степень — золотую медаль в 1994 году получила Элизабет Рен, министр обороны Финляндии (1990—1995), министр социального обеспечения и здравоохранения, ответственный за гендерное равенство Финляндии (1991—1995). С 2007 года медаль не вручается из-за критики расовых взглядов Фройденталя международной общественностью, но на сегодняшний день ни один кавалеров медали Фрейденталя не отказался от награды.